# Сила тяги
Сила тяги — це сила, що прикладається до тіла для підтримки його в постійному русі.
Сила тяги вважається головною рушійною силою будь-якого транспортного засобу. Вона утворюється в районі контакту автомобільної шини і дорожнього покриття. Дана сила додається до пари ведучих коліс автомобіля. З'являється дана сила в результаті переданого крутного моменту, який створює силовий агрегат машини. За великим рахунком показник сили тяги буде дорівнює показнику тертя, яке виникає між автомобільним колесом і дорожнім покриттям. Напрямок тертя завжди протилежний напрямку, в якому рухається автомобіль.

## Формула
У тому випадку, якщо тіло при переміщенні має прискорення, то на нього крім всіх інших обов'язково діє деяка сила, яка є силою тяги в даний момент часу. Насправді, якщо тіло рухається прямолінійно і з постійною швидкістю, то сила тяги також діє, так як тіло повинно долати сили опору. Зазвичай силу тяги знаходять, розглядаючи сили, що діють на тіло, знаходячи рівнодійну і застосовуючи другий закон Ньютона. Жорстко певної формули для сили тяги не існує.
Не слід вважати, що сила тяги, наприклад, транспортного засобу діє з боку двигуна, так як внутрішні сили не можуть змінювати швидкість системи як єдиного цілого, що входило б в суперечність з законом збереження імпульсу. Однак слід зазначити, що для отримання у сили тертя спокою необхідного напрямку, мотор обертає колеса, колеса «чіпляються за дорогу» і породжується сила тяги. Теоретично було б можливо не використовувати поняття «сила тяги», а говорити про силу тертя спокою або силі реакції повітря. Але зручніше зовнішні сили, які діють на транспорт ділити на дві частини, при цьому одні сили називати силами тяги, а інші — силами опору. Це робиться для того, щоб рівняння руху не втратили свій універсальний вид і корисна механічна потужність (P) мала просте вираження: Реактивна сила тяги
Рівняння руху тіл змінної маси і формулу для обчислення реактивної сили отримав першим Іван Мещерський в 1897 році. Формула реактивної сили є основою для розрахунку сили тяги ракетних і турборакетних двигунів всіх систем.
Нехай ракета переміщується зі швидкістю v щодо Землі. Разом з нею з такою ж швидкістю рухається частина палива, яка згорає в найближчу секунду. При згорянні продукти горіння цієї частини палива отримують додаткову швидкість u щодо ракети. Щодо Землі вони мають швидкість v-u. При цьому сама ракета збільшує швидкість. Після викиду продукти горіння не взаємодіють з ракетою. Тому систему ракета плюс продукти горіння палива розглядають як систему з двох тіл, які взаємодіють при горінні за законами пружного удару. Нехай реактивний двигун ракети кожну секунду викидає масу μ продуктів горіння палива. Використовуючи закон збереження імпульсу і другий закон Ньютона отримують, що модуль реактивної сили тяги двигуна (R) ракети дорівнює: R = μu (2).
Формула (2) показує, що реактивна сила, яка діє на тіло змінної маси, пропорційна масі ввідокремленихчастинок за одиницю часу і швидкості руху цих частинок щодо тіла